# San Donato (Orbetello)
Pour les articles homonymes, voir San Donato.
San Donato est une frazione située sur la commune de Orbetello, province de Grosseto, en Toscane, Italie. Au moment du recensement de 2011 sa population était de 18 habitants.

## Géographie
Le frazione est situé dans la Maremme à 30 km au sud de la ville de Grosseto. C'est une zone rurale composée d'un centre (le village de San Donato Centro, avec 18 habitants) et d'autres maisons dispersées ou petits hameaux telles que San Donato Vecchio, Barca Colonna, Doganella et Tre Cerri.

## Monuments
- Église San Donato, conçue par l'ingénieur Ernesto Ganelli (en) et consacrée en 1961[2],[3]
- Sites archéologiques étrusques et romains de San Donato Centro, San Giovanni, Volta di Rote et Doganella[4],[5],[6],[7]